# ATI-Radeon-8000-Serie

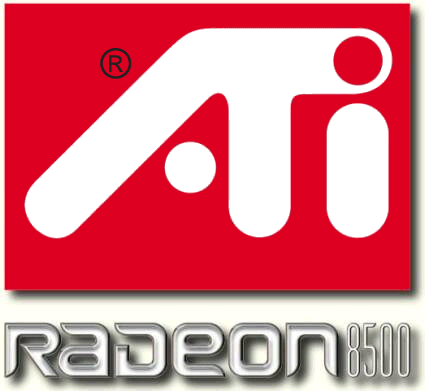
Das Logo der Radeon 8500

Die Radeon-8000-Serie ist eine Serie von Desktop-Grafikchips der Firma ATI Technologies und Nachfolger der ATI-Radeon-7000-Serie. Sie wurde in den Jahren 2001 bis 2002 veröffentlicht und ist damit die zweite Generation der Grafikprozessoren mit dem Namen ATI Radeon. Abgelöst wurde sie von der ATI-Radeon-9000-Serie.

## Grafikprozessoren
Innerhalb der Radeon-8000-Serie kommen unterschiedliche Grafikprozessoren zum Einsatz, die sich hinsichtlich der Fertigungstechnik und der 3D-Fähigkeiten unterscheiden.
| Grafik- chip | Fertigung | Fertigung      | Fertigung   | Render-Pipelines  | Render-Pipelines | DirectX/ OpenGL- Version | Schnitt- stelle | sonstiges                         |
| Grafik- chip | Prozess   | Transi- storen | Die- Fläche | Pipes × TMU × VPU | Pixel- shader    | DirectX/ OpenGL- Version | Schnitt- stelle | sonstiges                         |
| ------------ | --------- | -------------- | ----------- | ----------------- | ---------------- | ------------------------ | --------------- | --------------------------------- |
| R200         | 150 nm    | ca. 60 Mio.    | 120 mm²     | 4 × 2 × 2         | 4                | 8.1 / 1.4                | AGP 4×          |                                   |
| R250         | 150 nm    | 60 Mio.        | 68 mm²      | 4 × 2 × 2         | 4                | 8.1 / 1.4                | AGP 4×          | wurde nie zur Marktreife gebracht |

## Modelldaten
| Modell         | Launch  | Grafikprozessor (GPU) | Grafikprozessor (GPU) | Grafikprozessor (GPU) | Grafikspeicher | Grafikspeicher | Grafikspeicher | Grafikspeicher     | sonstiges |
| Modell         | Launch  | Typ                   | Takt in MHz           | Füllrate in MT/s      | Größe in MB    | Takt in MHz    | Typ            | Bandbreite in GB/s | sonstiges |
| -------------- | ------- | --------------------- | --------------------- | --------------------- | -------------- | -------------- | -------------- | ------------------ | --------- |
| Radeon 8500 LE | 2002    | R200                  | 250                   | 2000                  | 064 128        | 250            | 128 Bit DDR    | 8,0                |           |
| Radeon 8500    | 08/2001 | R200                  | 275                   | 2200                  | 064 128        | 275            | 128 Bit DDR    | 8,8                |           |

Hinweise:
- Die angegebenen Taktraten sind die von ATI empfohlenen bzw. festgelegten. Allerdings liegt die finale Festlegung der Taktraten in den Händen der jeweiligen Grafikkarten-Hersteller, deshalb gibt es durchaus Grafikkarten-Modelle, die abweichende Taktraten besitzen. Eine Erfassung aller tatsächlichen Modelle würde aber den Artikel bei weitem sprengen.